# 洪崎峻
洪崎峻（英語：Eric HUNG，原名：洪學誠，藝名：超B，1983年12月8日—），香港人，畢業於順德聯誼總會胡兆熾中學。現為香港電台第二台和TeenPower節目主持、廣告代言人及形象顧問。

## 簡介
原名洪學誠的他英文名「Eric」是經小學同學提議而取；藝名原取為「黑超B」，事緣一個加入網上短片團體U-Movie.net的不明文規定，新會員需要取一個特別藝名，他和他的朋友很愛服裝品牌「Hysteric」，他便以「Hysteric」廣泛中文叫法「黑超B」作藝名。及後他改名洪崎峻，藝名同時改名「超B」。他自小夢想成為歌星，後來發現自己不是太有天分，最終向另一發聲工業埋手。現正開拓另一市場，扮靚工業，主要幫別人充分發揮自己最靚一面。

## 電台工作

### 入行經過
2003年得到老師們的推舉，洪崎峻參加香港電台第二台主辦《DJ生還者》比賽，而加入香港電台，主持及編導TeenPower多個視像和聲音節目。2008年正式加盟香港電台第二台，主持《Made in Hong Kong 李志剛》，同時間負責籌備及形象顧問等幕後工作。

### 現主持節目
- 《Made in Hong Kong 李志剛》

節目逢星期一至五下午1時至3時於香港電台第二台直播。洪崎峻於2008年加入節目，與阿桃及李志剛一同主持的娛樂資訊節目，飲食、愛情、娛樂圈消息，無所不談。
- 《終身美麗》

節目逢星期六下午2時至3時於香港電台角二台播出。分享扮靚心得

### 曾主持或參與製作的節目

#### TeenPower
| - 《Web Js Touch》（視像） - 《快樂Pet Pet》（視像） - 《Music Drive》（視像） - 《大堆頭》 - 《Web J Show Up》 - 《崎裝異族》 | - 《Hello Teen Power》（視像） - 《TeenPower MVT》（視像） - 《Music All Nite》 - 《TP Show Up》 - 《潮聖》 - 《知識會社》 |

#### 香港電台第二台
- 《拖男帶女Love Actually》（嘉賓主持）

#### Go Yeah! 視頻社區網站
- 《潮遊大小店》

#### RoadShow
- 《姿色攻略》（嘉賓主持）

## 形象顧問工作
洪崎峻加入香港電台前曾修讀製衣業訓練局時裝設計課程、當髮型屋學徒及擔任青年服務社區中心個人形象課程導師。2009年參加「時裝世界精英大獎」形象設計組別，比賽途中被香港首屈一指的資深時裝設計師馬偉明（Walter Ma）點名力讚，並勇奪該組別第三名。
勝出比賽後，多次協助藝人擔任形象顧問，包括香港電台電視節目《DJ生還者．Teen行者》造型設計及第34屆十大中文金曲頒獎音樂會司儀形象設計等。現擔任「酷乃信工作室」（Connection Workshop）藝人管理，歌手陳文婷形象導師，大型活動司儀。

## 廣告代言人工作
洪崎峻擔任多間公司廣告代言人，包括男仕服飾ROMANCE IN FANTASY、JK LEGEND BEAUTY和香港知名電訊品牌「衛訊電訊」等，以及意大利著名鐘錶品牌OPS! OBJECTS潮流特派員。其中「衛訊達人」稱號最為人熟識。

## 演出

### now觀星台
- 《Feel 純搞作 （第13集）》 嘉賓

## 出版書刊
2011年起，與其他港台主持集體出版以下散文集，並參與同年度書展，出席新書簽名會。
- 梁榮忠、黃冠斌、阿O、Morle、Eric、黃天頤、的神、超B、阿Lu、紫龍 《全民Blog Blog 齋》
- 梁榮忠、黃冠斌、阿O、Morle、Eric、黃天頤、的神、超B、阿Lu、紫龍、Bear 《潮文Blog Blog齋》
- 梁榮忠、黃冠斌、阿O、Morle、Eric、黃天頤、的神、超B、阿Lu、紫龍、Bear 《情人Blog Blog齋》

## 其他連結
- 超B 的 Facebook
- 超B 的 微博 （页面存档备份，存于）
- 超B 的 Youtube頻道 （页面存档备份，存于）
- 洪崎峻 - 港台主持介紹 （页面存档备份，存于）
- 洪崎峻 - TeenPower主持介紹